# Maomé ibne Muça ibne Tulune
Maomé ibne Muça ibne Tulune (Muhammad ibn Musa ibn Tulun - "lit. Maomé, filho de Muça, filho de Tulune") foi um membro da dinastia tulúnida e brevemente foi governador de Tarso. Foi nomeado por seu primo, o governante tulúnida Cumarauai (r. 884–896), para substituir Amade ibne Tugane Alujaifi como governador de Tarso no começo do verão de 892. Em 18 de agosto de 892, contudo, foi deposto por uma revolta da população, irritada com a tentativa tulúnida de aprisionar e confiscar a propriedade do magnata local Ragibe. Cumarauai foi forçado a ceder: Maomé partiu da cidade, e Amade ibne Tugane foi restaurado como governador.